# Flaignes-Havys
Flaignes-Havys é uma comuna francesa na região administrativa de Grande Leste, no departamento Ardenas. Estende-se por uma área de 13,3 km². Em 2010 a comuna tinha 121 habitantes (densidade: 9,1 hab./km²).